# Alfragide

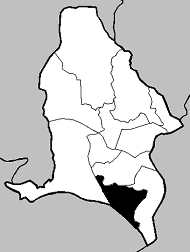
Situació d'Alfragide dins d'Amadora

Alfragide és una freguesia portuguesa del municipi d'Amadora al districte de Lisboa, amb 1,35 km² d'àrea i 8.739 habitants (2001). Densitat: 6.478,1 hab/km²
A Alfragide hi ha el primer IKEA de Portugal.

## Patrimoni
- Cabos de Ávila o Fàbrica de cables elèctrics de Diogo d'Ávila